# Medaglia del 50° anniversario di episcopato di papa Pio IX
La medaglia del 50º anniversario di episcopato di papa Pio IX venne istituita da papa Pio IX nel 1877.
La medaglia venne istituita per commemorare il 50º anniversario di episcopato del pontefice.

## Insegne
La medaglia consiste in un tondo di bronzo riportante sul diritto il volto di Pio IX rivolto verso destra, attorniato dalla legenda "PIUS IX PONTIF. MAX." e sotto il busto l'indicazione della zecca ROMA. Il rovescio riporta al centro un libro aperto sormontato da una tiara episcopale con la croce patriarcale ed il pastorale decussati, circondati dalla legenda "50° DAL GIUBILEO EPISCOPALE DI PIO IX - ANNO 1877".
Il nastro era giallo e bianco.